# ایلی ویسنته
ایلی ویسنته (انگلیسی: Emili Vicente; ۲ ژانویهٔ ۱۹۶۵ – ۲۵ مهٔ ۲۰۱۷) بازیکن فوتبال اهل اسپانیا بود.